# Rock n' Roll Nights
Rock n' Roll Nights é um álbum de estúdio pela banda canadense BTO, lançado em 1979. Este álbum foi um dos três álbuns BTO que não apresentam co-fundador Randy Bachman. Rock n 'Roll Nights é também um dos dois álbuns da banda para este recurso Jim Clench, ex-April Wine. Este álbum obteve um faturamento mundial de cerca de 250.000 cópias apenas, apesar de um single do álbum chamado "Heartaches" (mágoas em português) conseguiu alcançar a posição 60 nas paradas dos EUA. É raro encontrar este álbum, que foi lançado apenas para um curto período de tempo do formato CD em 1990.
A banda promoveu duas músicas - " Heartaches " e "Jamaica" - ao vivo no American Coreto, em fevereiro de 1979 para apoiar o lançamento do álbum. Durante uma entrevista no segmento da mostra, Dick Clark menciona a banda que ele está preocupado com a popularidade crescente e dominante do Disco no momento. Muitos consideram o disco o declínio da guitarra-base do hard rock no final dos anos 1970, sendo este uma das razões dos álbuns Street Action e Rock n 'Roll Nights venderem tão mal.
A banda usou vários compositores externos no Rock n 'Roll Nights, incluindo Jim Vallance da Prisma e Bryan Adams (que escreveu a canção, "Wastin Time (perda de tempo em português)"). C.F. Turner e Jim Clench apareceria mais tarde como os músicos do álbum de estréia de Adams em 1980

## Faixas
1. "Jamaica" (Vallance) – 4:08
2. "Heartaches" (Turner) – 3:51
3. "Heaven Tonight" (Clench, Thornton) – 3:03
4. "Rock and Roll Nights" (Clench) – 5:30
5. "Wastin' Time" (Adams) – 3:28
6. "Here She Comes Again" (Clench, Thornton, Vallance) – 3:00
7. "End of the Line" (Clench) – 3:25
8. "Rock and Roll Hell" (Vallance) – 4:06
9. "Amelia Earhart" (Simmonds, Vallance) – 6:19